# Phreatia thompsonii
Phreatia thompsonii är en orkidéart som beskrevs av Oakes Ames. Phreatia thompsonii ingår i släktet Phreatia och familjen orkidéer. Inga underarter finns listade i Catalogue of Life.